# 横浜市立茅ヶ崎台小学校
横浜市立茅ヶ崎台小学校（よこはましりつ ちがさきだいしょうがっこう）は、神奈川県横浜市都筑区長坂にある公立小学校。

## 概要
- 本校は、茅ヶ崎小学校の一部学区を分離して開校した。

## 沿革
- 1994年（平成6年）
  - 4月1日 - 開校。開校式挙行し、祝賀会開催。
  - 4月5日 - 第1回入学式挙行。
  - 7月16日 - 校歌・校章制定委員会設立。
  - 10月2日 - 第1回秋季大運動会開催。なお、この年の運動会は、『開校記念』として開催された。
- 1995年（平成7年）
  - 2月25日 - 校章・校歌制定し、発表会開催。
  - 3月4日 - PTA設立総会。
  - 3月20日 - 第1回卒業証書授与式挙行。
  - 6月1日 - 第1回創立記念日。
- 1998年（平成10年）11月7日 - 創立5周年記念式挙行し、記念行事開催。
- 2001年（平成13年）5月10日 - 第1回全校遠足。
- 2002年（平成14年）2月1日 - この日から16日まで、第1回わくわくフェスティバル2002を開催。
- 2003年（平成15年）6月6日 - 創立10周年記念航空写真撮影。
- 2004年（平成16年）2月14日 - 創立10周年記念式典挙行。
- 2008年（平成20年）5月15日 - 創立15周年記念航空写真撮影。
- 2013年（平成25年）
  - 5月10日 - 創立20周年記念航空写真撮影。
  - 6月3日 - 創立20周年記念朝会および演奏会を開催。
  - 11月30日 - 創立20周年記念式典挙行し、児童集会および祝賀会開催。
- 2014年（平成26年）6月17日 - 都筑区制20周年記念航空写真撮影。
- 2023年（令和5年）
  - 9月26日 ｰ 創立30周年記念航空写真撮影。
  - 11月25日 ｰ 創立30周年記念行事開催。

## 通学区域と進学先中学校
出典

### 学区
- 都筑区
  - 茅ケ崎南4丁目
  - 茅ケ崎南5丁目
  - 平台
  - 長坂

### 進学先中学校
- 横浜市立茅ヶ崎中学校

## 学校周辺
- 大原みねみち公園
- 学校法人岩谷学園認定こども園エクレス幼稚園 - 進学前幼稚園のひとつ
- 葛ヶ谷公園
- 横浜市資源循環局都筑事務所粗大ごみ収集センター

## アクセス
- 横浜市営地下鉄ブルーライン・グリーンラインセンター南駅から、徒歩15分。
- 横浜市営バス「80」系統・「301」系統で、「平台」バス停から、徒歩5分。
  - 横浜市営地下鉄ブルーライン・グリーンラインセンター南駅、横浜市営地下鉄グリーンライン・JR東日本横浜線中山駅から、市営バス「80」系統に乗車し、「平台」バス停下車後、徒歩。
  - 横浜市営地下鉄ブルーライン仲町台駅、東急電鉄田園都市線江田駅から、市営バス「301」系統に乗車し、「平台」バス停下車後、徒歩。